# Francesco Corselli
Francesco Corselli, o Francisco Courcelle, (Piacenza, 19 d'abril de 1705 - Madrid, 3 d'abril de 1778) fou un compositor italià de pares francesos.
Va treballar a Parma i va compondre dues òperes a Venècia. Va viatjar a Madrid el 1734 com a mestre de capella reial, i on va treballar al costat dels seus compatriotes F. Corradini i G. B. Mele. Va escriure més de 400 obres religioses, òperes i cantates diversos, nadales, etc. El seu estil és proper a Durante i Pergolesi. 